# روبرت والاس (سياسي بريطاني)
روبرت والاس (بالإنجليزية: Robert Wallace)‏ هو سياسي بريطاني (وحمل سابقاً جنسية المملكة المتحدة لبريطانيا العظمى وأيرلندا)، ولد في 1853، وتوفي في 19 مارس 1939. في الانتخابات العمومية البريطانية 1895 ‏، انتخب عضو برلمان المملكة المتحدة الـ26 عن دائرة Perth ‏ (13 يوليو 1895 – ) وفي الانتخابات العمومية البريطانية 1900 ‏، انتخب عضو برلمان المملكة المتحدة الـ27 عن دائرة Perth ‏ ( – 8 يناير 1906) وفي الانتخابات العامة في المملكة المتحدة 1906 ‏، انتخب عضو برلمان المملكة المتحدة الـ28 عن دائرة Perth ‏ (12 يناير 1906 – 24 يناير 1907).